# Chordodes africanus
Chordodes africanus är en tagelmaskart som beskrevs av Sciacchitano 1933. Chordodes africanus ingår i släktet Chordodes och familjen Chordodidae. Inga underarter finns listade i Catalogue of Life.